# NGC 4128
NGC 4128 is een lensvormig sterrenstelsel in het sterrenbeeld Draak. Het hemelobject werd op 6 april 1793 ontdekt door de Duits-Britse astronoom William Herschel.

## Σ 3123
Vanaf de aarde gezien bevinden de stelsels NGC 4128 en NGC 4128A zich schijnbaar een kwart van een graad ten oostnoordoosten van de dubbelster Σ 3123 (Struve 3123, HD 105122). Amateurastronomen kunnen deze dubbelster, alsook het zich iets noordnoordwestelijker bevindend sterrenkoppel bestaande uit HD 105028 en HD 105029, als gidsobjecten aanwenden om beide sterrenstelsels met behulp van telescopen op te sporen.

## Synoniemen
- UGC 7120
- MCG 12-12-2A
- ZWG 335.3
- PGC 38555